# Luis Iriarte
Luis Iriarte (* 18. April 1997) ist ein peruanischer Leichtathlet, der sich auf Sprint spezialisiert hat.

## Sportliche Laufbahn
Erste internationale Erfahrungen sammelte Luis Iriarte im Jahr 2013, als er bei den Jugendweltmeisterschaften in Donezk mit 23,08 s in der ersten Runde im 200-Meter-Lauf ausschied. Im Jahr darauf belegte er bei den Jugendsüdamerikameisterschaften in Cali in 49,20 s den achten Platz im 400-Meter-Lauf und 2015 belegte er bei den Juniorensüdamerikameisterschaften in Cuenca in 10,98 s den siebten Platz über 100 Meter und wurde in 48,99 s Fünfter über 400 Meter. Zudem gewann er in 3:16,92 min die Bronzemedaille mit der peruanischen 4-mal-400-Meter-Staffel. Anschließend schied er bei den Südamerikameisterschaften in Lima mit 22,88 s in der ersten Runde über 200 Meter in der ersten Runde aus. 2016 gelangte sie bei den U23-Südamerikameisterschaften ebendort mit 49,43 s auf Rang sechs über 400 Meter und wurde mit der 4-mal-400-Meter-Staffel in 3:19,04 min Vierte. 2017 nahm sie an der Sommer-Universiade in Taipeh teil und schied dort mit 22,60 s und 50,05 s jeweils in der Vorrunde über 200 und 400 Meter aus. Im Jahr darauf schied sie bei den Ibero-Amerikanischen Meisterschaften in Trujillo mit 22,33 s in der Vorrunde über 200 Meter aus und gewann in 40,69 s die Bronzemedaille in der 4-mal-100-Meter-Staffel hinter den Teams aus Brasilien und Paraguay und auch in der 4-mal-400-Meter-Staffel gewann er in 3:15,59 min die Bronzemedaille hinter Chile und Ecuador. Anschließend wurde er in 21,87 s Vierter über 200 Meter bei den U23-Südamerikameisterschaften in Cuenca und gelangte nach 42,52 s Rang fünf in der 4-mal-100-Meter-Staffel.
2019 belegte er bei den Südamerikameisterschaften in Lima mit 40,97 s den fünften Platz in der 4-mal-100-Meter-Staffel und erreichte anschließend nach 41,19 s Rang neun bei den Panamerikanischen Spielen ebendort Rang neun.
2019 wurde Iriarte peruanischer Meister im 200-Meter-Lauf.

## Persönliche Bestleistungen
- 100 Meter: 10,81 s (+0,8 m/s), 15. Mai 2015 in Lima
- 200 Meter: 21,82 s (+1,1 m/s), 30. September 2018 in Cuenca
- 400 Meter: 48,99 s, 30. Mai 2015 in Cuenca